# Camp tensorial
Un  camp tensorial  és una assignació d'una aplicació multilineal a cada punt d'un domini de l'espai. En física anomenem també camp tensorial a qualsevol magnitud física que pot ser representada per una assignació del tipus anterior definida sobre una regió de l'espai físic.

## Camps tensorials en matemàtica
Atès una regió oberta i connexa Ω en  R    n   es defineix formalment un  camp tensorial  a una aplicació (secció) els valors són tensors:

{\displaystyle T:\Omega \rightarrow {\mathcal {T}}_{r}^{s}(\mathbb {R} ^{n})}

On  T  r   s   és el conjunt de tensors  r  vegades covariant i  s  vegades contravariantes. Diem que  T  és un camp vectorial  C   k  si  T  és k vegades contínuament diferenciable En Ω. Observeu que:
1. Si ( r, s ) = (0,0) el camp tensorial és un camp escalar convencional.
2. Si ( r, s ) = (1,0) o (0,1) el camp tensorial és un camp vectorial convencional.
3. Si  r+s  = 2 el camp tensorial es pot visualitzar com un espai  n -dimensional amb una matriu de  n × n  unida a cada punt de Ω.

## Camps tensorials en física
Diverses magnituds físiques venen representades per un camp tensorial, alguns exemples són:
- Camp electromagnètic, en electrodinàmica clàssica.
- Camp gravitatori, en teoria de la relativitat general.
- Camp de tensions d'un sòlid, en mecànica de sòlids.